# Otto von St. Blasien
Otto von St. Blasien war ein mittelalterlicher Benediktinermönch und Chronist des späten 12./frühen 13. Jahrhunderts.
Über sein Leben ist nichts bekannt. Die gelegentliche Gleichsetzung mit Abt Otto des Benediktinerklosters St. Blasien (1222 gewählt, 1223 verstorben) bleibt Spekulation.
Otto wird die so genannte Chronik von St. Blasien zugeschrieben. Diese in lateinischer Sprache abgefasste Schrift stellt eine Fortsetzung der Historia de duabus civitatibus des Otto von Freising dar (übergeht aber Buch 8 des Werks) und schildert die Ereignisse von 1146 bis 1209, dem Jahr der Kaiserkrönung Ottos IV. Dabei favorisiert der Autor, der wohl über eine gute Bildung verfügt hat, weder Staufer noch Welfen, sondern steht loyal zum jeweiligen Herrscher.
Bis 1160 zog der Autor Otto von Freising und dessen Fortsetzer Rahewin als Quelle heran, die danach benutzten Werke sind jedoch nicht sicher zu identifizieren. Allerdings stützte sich der Chronist offenbar auf gute Quellen, was etwa seine Darstellung der Ereignisse im süddeutschen Raum sowie der Italienzüge verrät. Insgesamt bietet die Chronik wichtige Informationen zur Reichsgeschichte des späten 12. und frühen 13. Jahrhunderts, dennoch wurde das Werk kaum von späteren Geschichtsschreibern benutzt.

## Ausgaben
- Adolf Hofmeister (Hrsg.): Scriptores rerum Germanicarum in usum scholarum separatim editi 47: Ottonis de Sancto Blasio Chronica Anhang: Ex Chronica universali Turicensi excerpta. Hannover 1912 (Monumenta Germaniae Historica, Digitalisat)
- Franz-Josef Schmale (Hrsg.): Die Chronik Ottos von St. Blasien und die Marbacher Annalen, (Ausgewählte Quellen zur deutschen Geschichte des Mittelalters, Bd. 18a). Wissenschaftliche Buchgesellschaft, Darmstadt 1998, ISBN 3-534-01419-7 (lateinischer Text mit deutscher Übersetzung).